# 대한보디빌딩협회
대한보디빌딩협회는 보디빌딩 경기를 국민에게 널리 보급할 목적으로 2003년 12월 27일 설립된 대한민국 문화체육관광부 소관의 사단법인이다. 사무실은 서울특별시 송파구 올림픽로424 올림픽회관에 있다.

## 주요 사업
- 보디빌딩 경기 기본 방침 심의 결정
- 회원 단체의 관리 및 지도 감독
- 국내외 대회 주최 주관 및 국제 대회 파견
- 지도자 및 경기인의 양성
- 경기 기술 연수 및 경기용품 개선 등